# Modena Football Club 1920-1921
Questa voce raccoglie le informazioni riguardanti il Modena Football Club nelle competizioni ufficiali della stagione 1920-1921.

## Stagione
Per la Prima Categoria 1920-1921 fu incluso nel girone A gruppo della sezione emiliana, poi vinto. Successivamente disputò il girone B delle semifinali nazionali dove il club chiuse al 2º posto, dopo aver perso lo spareggio con l'Alessandria che fu giocato sul campo di Viale Lombardia a Milano.

## Divise
| Prima divisa |

## Rosa
| N. |                   | Ruolo | Calciatore         |
| -- | ----------------- | ----- | ------------------ |
|    | Italia (bandiera) | P     | Fausto Brancolini  |
|    | Italia (bandiera) | D     | Silvio Bompani     |
|    | Italia (bandiera) | D     | Fausto Boni        |
|    | Italia (bandiera) | D     | Mario Colombini    |
|    | Italia (bandiera) | D     | Ferdinando Contini |
|    | Italia (bandiera) | D     | Carlo Vandelli     |
|    | Italia (bandiera) | C     | Remo Barbieri      |
|    | Italia (bandiera) | C     | Arrigo Bigi        |
|    | Italia (bandiera) | C     | Bruno Benassati    |
|    | Italia (bandiera) | C     | Guido Manni        |
|    | Italia (bandiera) | C     | Cesare Marzari     |
|    | Italia (bandiera) | C     | Francesco Molinari |

| N. |                   | Ruolo | Calciatore                |
| -- | ----------------- | ----- | ------------------------- |
|    | Italia (bandiera) | C     | Aldo Pedrazzi             |
|    | Italia (bandiera) | A     | Giacomo Abati             |
|    | Italia (bandiera) | A     | Giovanni Bezzecchi        |
|    | Italia (bandiera) | A     | Italo Breviglieri         |
|    | Italia (bandiera) | A     | Aldo Gulinati             |
|    | Italia (bandiera) | A     | Giuseppe Forlivesi        |
|    | Italia (bandiera) | A     | Giovanni Frassoldati      |
|    | Italia (bandiera) | A     | Enzo Manfredini           |
|    | Italia (bandiera) | A     | Luciano Manzotti (I)      |
|    | Italia (bandiera) | A     | Lodovico Antonio Muratori |
|    | Italia (bandiera) | A     | Paride Zanasi             |

## Risultati

### Prima Categoria

#### Girone A emiliano

##### Girone di andata
| Arbitro: | Fontana (Bologna) |

|  |           |                                                     |
|  | Marcatori | 5’, 15’, 42’ Forlivesi 63’ Pedrazzi 71’ Breviglieri |

| Arbitro: | Pasquinelli (Bologna) |

|              |           |                             |
| Morselli 37’ | Marcatori | 20’ Bezzecchi 76’ Forlivesi |

| Arbitro: | Pasquinelli (Bologna) |

|                                  |           |  |
| Frassoldati 7’, 68’ Pedrazzi 28’ | Marcatori |  |

| Arbitro: | Pasquinelli (Bologna) |

|                                              |           |                 |
| Calda 14’ (rig.) Lumetti 17’, 25’ Aiolfi 89’ | Marcatori | 59’ Frassoldati |

##### Girone di ritorno
| Arbitro: | Cavara (Bologna) |

|                                                                   |           |  |
| Pedrazzi 12’ Bezzecchi 19’, 55’ Manzotti I 24’, 46’ Forlivesi 67’ | Marcatori |  |

| Arbitro: | Caroncini (Roma) |

|                                                                        |           |  |
| Abbati 15’, 38’ Frassoldati 48’ Barbieri 65’ (rig.), 72’ Forlivesi 86’ | Marcatori |  |

| Arbitro: | Fontana (Bologna) |

|                   |           |                                |
| Sartorio 15’, 55’ | Marcatori | 14’ (rig.) Boni 68’ Manfredini |

| Arbitro: | Pasquinelli (Bologna) |

|                                             |           |  |
| Boni 9’ (rig.) Bezzecchi 28’ Manzotti I 31’ | Marcatori |  |

#### Finali emiliane
| Arbitro: | Mauro (Milano) |

|                                                                                          |           |           |
| Alberti 11’, 18’, 56’, 72’ Della Valle II 44’, 89’ Pozzi 49’, 70’ Genovesi 65’ Perin 75’ | Marcatori | 26’ Manni |

| Arbitro: | A. Gama (Milano) |

|                |           |  |
| Manfredini 62’ | Marcatori |  |

| Arbitro: | Cavazzana (Milano) |

|            |           |  |
| Perin 149’ | Marcatori |  |

#### Semifinale B

##### Girone di andata
| Arbitro: | Venegoni (Legnano) |

|              |           |  |
| Muratori 15’ | Marcatori |  |

| Arbitro: | Gama (Milano) |

|  |           |                             |
|  | Marcatori | 25’ Benassati 75’ Forlivesi |

| Arbitro: | Venegoni (Legnano) |

|                          |           |  |
| Chiominato 24’ Bisio 69’ | Marcatori |  |

##### Girone di ritorno
| Arbitro: | Brunetti (Torino) |

|                                                  |           |                |
| Brezzi 15’ Papa III 29’, 72’ Baloncieri 76’, 82’ | Marcatori | 10’ Manfredini |

| Arbitro: | Sessa (Milano) |

|                      |           |            |
| Abbati 4’ Zanasi 50’ | Marcatori | 7’ Dagradi |

| Arbitro: | Mauro (Milano) |

|               |           |  |
| Forlivesi 40’ | Marcatori |  |

##### Spareggio
| Arbitro: | Barnabò (Milano) |

|                                                  |           |  |
| Baloncieri 33’ Papa III 58’ Bay I 76’ Brezzi 80’ | Marcatori |  |

## Statistiche

### Statistiche di squadra
| Competizione                                                | Punti | Totale | Totale | Totale | Totale | Totale | Totale |
| Competizione                                                | Punti | G      | V      | N      | P      | Gf     | Gs     |
| ----------------------------------------------------------- | ----- | ------ | ------ | ------ | ------ | ------ | ------ |
| Prima Categoria - gruppo emiliano girone A                  | 13    | 8      | 6      | 1      | 1      | 28     | 7      |
| Prima Categoria - finali del gruppo emiliano                | 2     | 3      | 1      | 0      | 2      | 2      | 11     |
| Prima Categoria - semifinale nazionale girone B             | 8     | 6      | 4      | 0      | 2      | 7      | 8      |
| Prima Categoria - semifinale nazionale girone B - spareggio | 0     | 1      | 0      | 0      | 1      | 0      | 4      |
|                                                             | 23    | 18     | 11     | 1      | 6      | 37     | 30     |